# Iapama jezik
Iapama jezik (ISO 639-3: iap), neklasificirani jezik kojim govori oko 200 ljudi (2006) na granici brazilskih država Pará i Amapá.
Pleme ovih Indijanaca naziva se Ápama, a drži se da su vjerojatno karipskog porijekla s donjeg toka rijeke Jari, pritoke Amazone, koja teče pogranično između brazilskih država Pará i Amapá. Posljednja skupina Ápama održala se još 1960.-tih godina uz rijeku Maicuru, koji bi trebala danas imati potomaka među Apalajima.

## Vanjske poveznice
- Ethnologue (14th)
- Ethnologue (15th)
- The Iapama Language